# Mas canciones
Mas canciones è un album in studio della cantante statunitense Linda Ronstadt, pubblicato nel 1991.

## Tracce
1. Tata Dios – 4:19 (Valeriano Trejo)
2. El Toro Relajo – 2:32 (Felipe Bermejo)
3. Mi Ranchito – 3:33 (Felipe Valdés Leal)
4. La Mariquita – 2:59 (Rubén Fuentes)
5. Grítenme Piedras del Campo – 3:27 (Cuco Sánchez)
6. Siempre Hace Frío – 3:18 (Cuco Sánchez)
7. El Crucifijo de Piedra – 3:16 (Roberto Cantoral)
8. Palomita de Ojos Negros – 3:30 (Tomás Méndez)
9. Pena de los Amores – 4:00 (José Luis Almada)
10. El Camino – 3:29 (Jesús Navarro, Jr.)
11. El Gustito – 2:36 (Elpidio Ramírez)
12. El Sueño – 3:41 (Nicandro Castillo)